# ليندا ليمان
ليندا ليمان (بالإنجليزية: Lynda Lehmann)‏ هي راكبة الكنو أسترالية، ولدت في 14 نوفمبر 1958.

## وصلات خارجية
- ليندا ليمان على موقع أوليمبيديا (الإنجليزية)
- ليندا ليمان على موقع اللجنة الأولمبية الأسترالية (الإنجليزية)